# Josef Fail
Josef Fail (* 3. července 1928) byl český a československý politik Komunistické strany Československa a poslanec Sněmovny lidu Federálního shromáždění za normalizace.

## Biografie
K roku 1971 se profesně uvádí jako zámečník-montér.
Ve volbách roku 1971 zasedl do Sněmovny lidu (volební obvod č. 48 - Plzeň I, Západočeský kraj). Mandát obhájil ve volbách v roce 1976 (obvod Plzeň I). Ve Federálním shromáždění setrval do konce funkčního období, tedy do voleb v roce 1981.